# محمد رثعان الرقاد
محمد رثعان سالم الرقاد، من مواليد مشيرفة الرقاد بتاريخ 5 سبتمبر 1965، توفي في 16 نوفمبر 2020، عمل الرقاد في مناصب حساسة في الدولة الأردنية، حيث عين كمدير لجهاز المخابرات العامة من عام 2008 وحتى عام 2011.

## نشأته
نشأ الرقاد في كنف والده رثعان الرقاد المعروف بالكرم والأصالة، حيث ترعرع الباشا الرقاد في بيت كان ملجأ للضيوف من الأردن وخارجها، بل وتشرب من صفات جده الشيخ سالم الرقاد الذي شهد له الأمير عبد الله الأول بطيب الخصال وقوة الموقف، فقد كان جده الشيخ سالم من داعمي الثورة العربية الكبرى، وله قصة مشهورة حيث كان الاحتلال العثماني قد أصدر أمراً بإعدام الشيخ الرقاد، إلا أن إعلان وصول الثورة إلى عمان كان قد أجل إعدامه بل وقد طلب قائد الحامية العسكرية من الشيخ الرقاد الحماية من الفرسان الأردنيين، وقوبل طلبه بالقبول لما في صدر الرقاد من سعة صدر وتسامح.
تلقى محمد باشا الرقاد تعليمه الأساسي في مدارس مشيرفة الرقاد من الصف الأول حتى الصف السادس الإبتدائي، ثم انتقل إلى مدرسة سحاب الثانوية لإكمال تعليمه الثانوي فيها نظراً لعدم وجود مدارس ثانوية في قريتهم آنذاك حيث حصل على شهادة الثانوية العامة عام 1976 م ليتابع دراسته الجامعية في جامعة بيروت العربية والتي حصل منها على درجة البكالوريوس في التاريخ من كلية الآداب عام 1981 كما وتابع تعليمه لينال شهادة الدبلوم في الإدارة العليا.

## حياته
بدأ محمد باشا الرقاد حياته العملية موظفاً في وزارة الداخلية لينتقل بعدها للعمل في وزارة الأشغال العامة ثم غادر الوظيفة الحكومية والتحق بالعمل في القطاع الخاص في المملكة العربية السعودية.
وبعد عودته إلى أرض الوطن في بدايات الثمانينيات التحق بدائرة المخابرات العامة برتبة ملازم ثم تدرج في الرتب العسكرية حتى رتبة فريق أول، وخلال خدمته في دائرة المخابرات العامة تسلم عدة مواقع قبل أن يصبح مديراً للدائرة منها: مديراً لمخابرات محافظة البلقاء، ومديراً لمخابرات محافظة إربد، ومديراً للمناطق، ثم مساعداً لمدير المخابرات العامة للمناطق، بعدها نال الثقة الكبرى من جلالة الملك عبد الله الثاني بتعيينه مديراً لدائرة المخابرات العامة بتاريخ 29/12/2008 وبقي على رأس عمله حتى أحيل إلى التقاعد بتاريخ 17/10/2011م، ثم صدرت الإرادة الملكية السامية بتعيينه عضواً في مجلس الأعيان، وهو عضو في لجنتي الشؤون الخارجية والقانونية في المجلس السابق.

## استقالته من منصبه
صدرت الإرادة الملكية السامية بالموافقة على قبول استقالة محمد باشا الرقاد يوم الاثنين 17/10/2011م وقد بعث جلالة الملك عبد الله الثاني رسالة إلى الفريق أول الرقاد يشكره على عظيم إخلاصه وانتمائه للأردن خلال فترة رئاسته لأهم دائرة في الأردن جاء فيها:
«لقد كنت على ثقتي بك فنهضت بأمانه المسؤولية وقيادة هذا الجهاز الذي نعتز بما وصل إليه من الكفاءة والاقتدار وعملت على النهوض بمستوى أدائه بما يتناسب مع متطلبات هذه المرحلة من مسيرة الوطن الغالي، قد كنت كما عرفتك من خلال عملك في كل المواقع التي شغلتها في هذا الجهاز ضابطاً متميزاً في العمل الأمني والاستخباري، ومثالاً في الشجاعة والكفاءة والتفاني والإخلاص في أداء الواجب، وزينت كل ذلك بالإستقامة والخلق الكريم والسيرة العطرة.

إن جهودك يا عطوفة الأخ وجهود إخوانك وزملائك نشامى الوطن والمخابرات العامة وعطاءكم المتميز الموصول ستظل موضوع تقدير واعتزاز لدى الأردنيين، أما اليوم وأنت تغادر موقعك لتأخذ نصيبك من الراحة أو الانتقال إلى موقع آخر من مواقع العمل والعطاء فإنني أوكد أنك ستظل موقع الثقة والاحترام والتقدير، فبارك الله فيك وجزاك كل الخير على ما قدمت وأعطيت للأردن العزيز والله يحفظك ويوفقك ويرعاك».
من جهته بعث محمد باشا الرقاد رسالة إلى جلالة الملك عبد الله الثاني يشكره فيها، قال فيها:
«أجد في نفسي سعادة غامرة أنني كنت عند حسن ظنكم بي وبالنشامى في جهاز المخابرات العامة الذين ظلوا على عهدكم وعهد الأردنيين بهم، فتية آمنوا بعد الله عز وجل بحق وطنهم في الأمن والتقدم وواصلوا جهدهم الكبير بما عرف الناس عنهم من خبرة وشجاعة وخلق كريم وصبر عند الشدائد وإخلاص في حمل الرسالة، إن من حقنا في هذا الوطن أن ننعم بالأمن والاستقرار وأن نرد عنه الطامعين والمتآمرين حتى لا يمس طرف عباءته الكريمة نار أو غبار، وأنني يا سيدي سأبقى على العهد والوعد جندياً مخلصاً وفياً بين أبناء شعبك وكل ما لديّ من قدرة على العطاء هو في سبيل هذا الوطن الكريم وفاء للتكريم الذي تغمرني به دائماً والتزاماً بما للوطن عليّ من واجبات الذي أسأل الله أن يكلأه بعين رعايته وأن يحفظكم للوطن وللأمة وأن يمتعكم بموفور الصحة والعافية ويمدكم بالعزم».

## وفاته
توفي الفقيد في يوم الاثنين بتاريخ 2020/11/16، وقد تمت تعزيته على مستوى الدولة والعالم العربي لما حمله الفقيد من اعتبار وأهمية كبيرة.

فقال السفير الأردني في مصر أمجد العضايلة، على تويتر:
«فقد الوطن اليوم أحد رجالاته الأوفياء، الفريق محمد الرقاد مدير المخابرات العامة الأسبق، عاش مخلصا للوطن والقيادة ولأبناء الأردن، كل من عرفه عن قرب يتأثر ويحزن، أصدق التعازي لرفاقه وأسرته وعشيرة الرقاد، ونسأل الله تعالى له الرحمة والمغفرة».
وكتب السفير الأردني في فرنسا مكرم القيسي، على تويتر:
«رحل إلى جوار الحق أحد فرسان الحق، مدير المخابرات الأسبق، الفريق محمد الرقاد، كان جنديا وفيا لوطنه وشعبه وقيادته».